# Іван Югасевич-Склярський
Іва́н Югасевич-Скля́рський (1741, с. Прикра, Пряшівщина — 15 грудня 1814, с. Невицьке поблизу Ужгорода) — русинський (український) переписувач та упорядник рукописних книг, іконописець, поет, художник, педагог та збирач фольклору. Вважається укладачем першого рукописного збірника закарпатських прислів'їв та приказок.

## Життєпис
Родом із с. Прикра на Пряшівщині. Освіту здобув у Галичині, від 1775 року був «півцоучителем», церковним куратором та старостою с. Невицьке Ужгородської округи.
Студіював у Галичі, де навчився дуже гарно писати.
Уклав або переписав кілька збірників пісенників церковних пісень, додаючи до них і світські пісні; каліграфічно переписав 30 «Ірмологіонів»; укладав календарі на сто літ, у які вносив власні вірші та фольклорні твори. Один з таких календарів (1809) містить найбільшу тогочасну добірку 370 українських прислів'їв («Общая присловія во товаристві неуких»). Свої рукописи Югасевич-Склярський ілюстрував власними малюнками. Малював ікони.
Вчителював і був дяком у різних лемківських селах Східнословацького краю. Власноручно переписав понад 30 церковних книг, прикрашаючи їх власними ілюстраціями, заставками. Склав три великі рукописні збірники пісень, описані Юліяном Яворським у «Матеріалах для історії старинної пісенної літератури в Підкарпатській Русі», також склав рукописний збірник прислів'їв і приказок, що їх збирав ціле життя. У 1806 році вибрав 370 з них для «Календаря греко-руського». Писав вірші.
Від 1795 року мешкав і працював у с. Невицьке біля Ужгорода. Тут склав співаник, у який ввійшло 245 церковних і 20 світських пісень.